# アジアーゴ・チーズ
アジアーゴ・チーズ（伊：Asiago）は、イタリア共和国ヴェネト州ヴィチェンツァ県のアジアーゴというコムーネで生産されているチーズ。イタリアの代表的なチーズの一つ。熱を少し加えたグラーナ・タイプでペコリーノに似て平らで丸く、重さは一つ9kgほど。
なめらかで新鮮なものから、熟成したもろもろのものまで、熟成期間もさまざまなものが味わえる。熟成したものは粉チーズにしサラダやスープ、パスタなどに使用し、新鮮なものはスライスしてパニーニに入れたり、溶かして料理に使用する。
原産地名称保護制度、DOPで定められており、正式なアジアーゴ・チーズはイタリア・ヴェネト州ヴィチェンツァ県のアジアーゴで生産されたものだけがこの名称を使用できる。